# 黃士塤
黄士埙，江苏华亭（現上海）人。清朝政治人物，進士出身。
康熙十二年，登進士，官至翰林院侍讀。